# Рајано (Л'Аквила)
Рајано (итал. Raiano) је насеље у Италији у округу Л'Аквила, региону Абруцо.
Према процени из 2011. у насељу је живело 2726 становника. Насеље се налази на надморској висини од 390 м.